# Viaduc de Blommensberg
Blommensbergsviadukten (en français : viaduc de Blommensberg) est un pont autoroutier de l'Essingeleden dans le quartier de Gröndal à Stockholm en Suède.

## Situation
Le viaduc de Blommensberg enjambe la vallée de Vinterviken et passe presque au-dessus des toits de l'école de Blommensberg et de l'église Saint-Siegfried. Le pont a été construit en même temps que l'Essingeleden dans la première moitié des années 1960 et a été inauguré le 21 août 1966. Le client était le bureau des rues de Stockholm et le maitre d'œuvre était la société municipale Gekonsult.
La longueur est de 300 mètres et la portée maximale entre les piliers est de 21 mètres. La chaussée mesure 29,5 mètres de large et repose sur treize paires de piliers ronds en béton d'un diamètre de 1,5 mètre chacun. La hauteur maximale au-dessus de la vallée est de 30 mètres.
La structure porteuse est constituée de six poutres en béton armé non précontraint. Les superstructures du viaduc ont été coulées par étapes sur des fermes en acier en porte-à-faux. Cette méthode bénéficiait du fait que les portées pouvaient être maintenues constantes. Juste au nord du Blommensbergsviadukten, le viaduc suivant de l'Essingeleden est le Gröndalsbron, construit selon les mêmes principes de conception que le Blommensbergsviadukten.